# Muhlbach-sur-Bruche
Pour les articles homonymes, voir Muhlbach.
Muhlbach-sur-Bruche [mylbax syʁ bʁyʃ ] est une commune française située dans la circonscription administrative du Bas-Rhin et, depuis le 1er janvier 2021, dans le territoire de la Collectivité européenne d'Alsace, en région Grand Est.
Cette commune se trouve dans la région historique et culturelle d'Alsace à une quarantaine de kilomètres au sud-ouest de Strasbourg et tout près de Lutzelhouse.
Ses habitants s'appellent les Muhlbachois et Muhlbachoises.

## Géographie

### Localisation
Le village se trouve dans la Vallée de la Bruche, à proximité du bois du Hahnenberg, un sommet des Vosges moyennes culminant à 645 m.

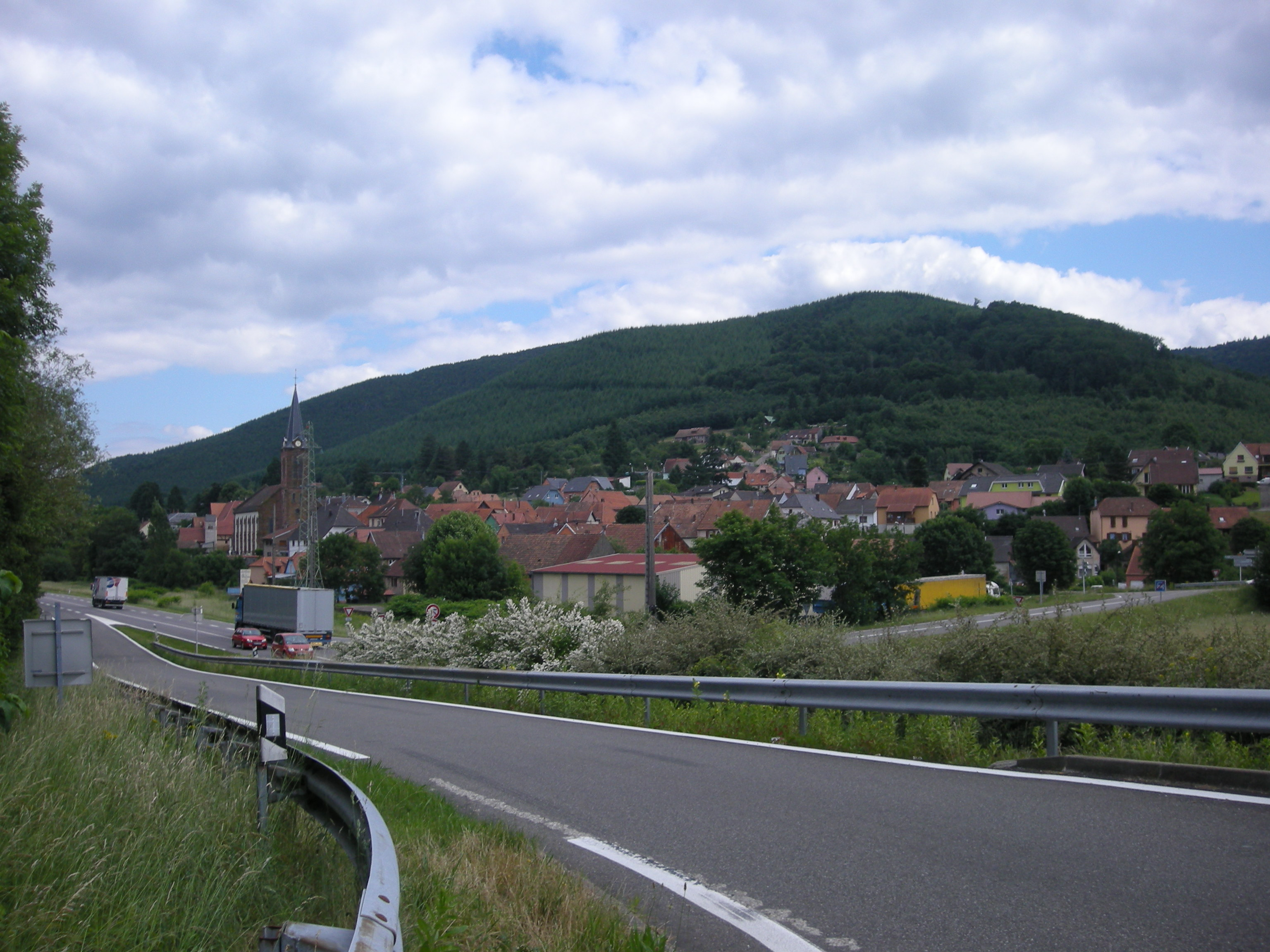
Proximité de la route départementale.

Il est implanté au bord d'un axe routier important, l'ancienne route nationale 420 reliant Épinal à Molsheim, déclassée en 2006 pour devenir la D 1420. Néanmoins, le trafic est important : en 2004, on dénombrait en moyenne 13 400 véhicules par jour à la hauteur de Muhlbach. Le village fait partie du canton et de l'arrondissement de Molsheim.
| Lutzelhouse | Urmatt              | Niederhaslach |
| Wisches     | Muhlbach-sur-Bruche | Mollkirch     |
| Russ        | Grendelbruch        |               |

### Hydrographie
La commune est dans le bassin versant du Rhin au sein du bassin Rhin-Meuse. Elle est drainée par la Bruche, le ruisseau Eimerbaechel, le ruisseau Grendelbach, le ruisseau le Muhlbach Sur Bruche et divers bras d'Urmatt,.

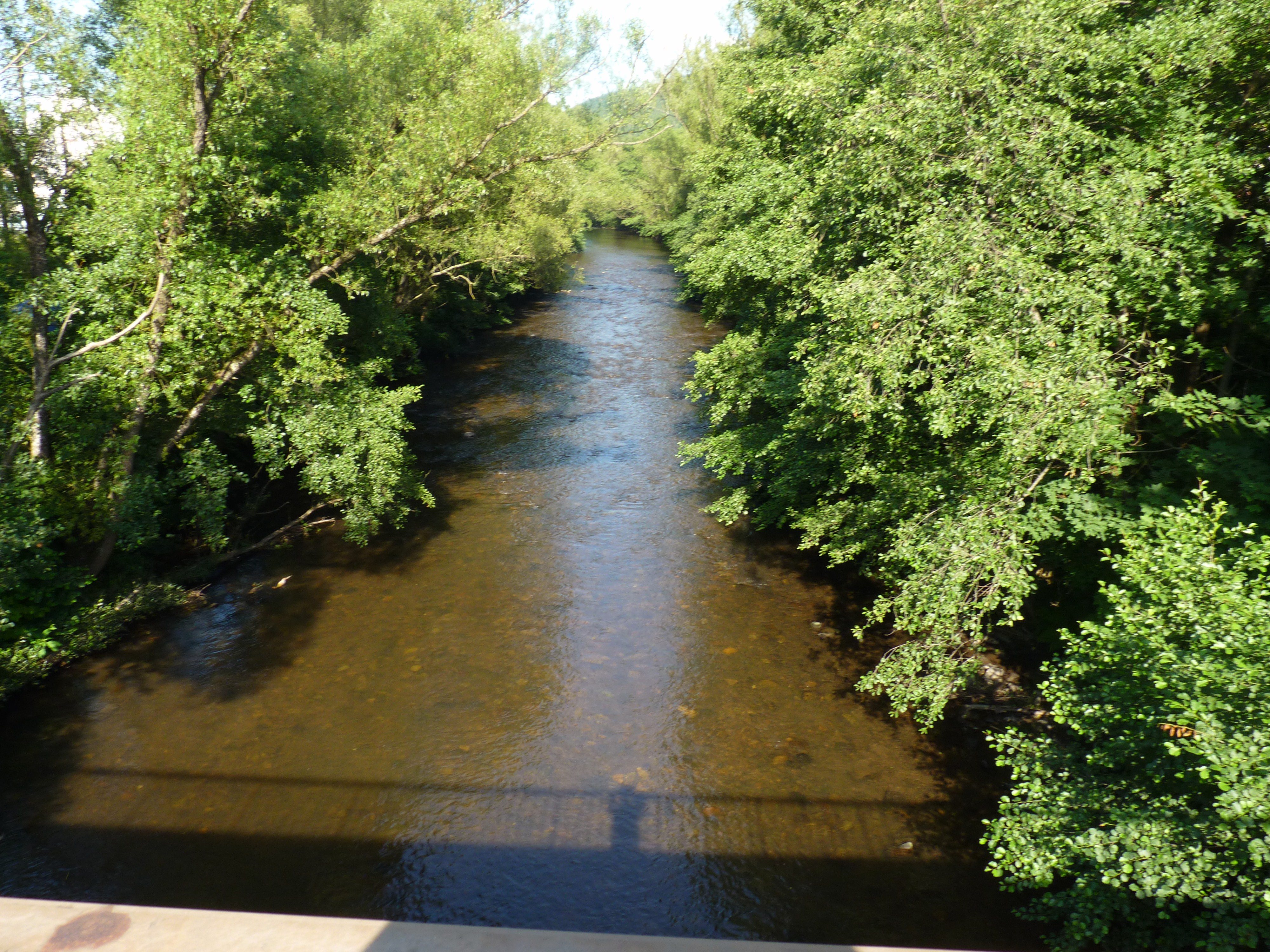
Le ruisseau du Muhlbach.

La Bruche, d'une longueur de 77 km, prend sa source dans la commune de Urbeis et se jette  dans l'Ill à Strasbourg, après avoir traversé 37 communes. Les caractéristiques hydrologiques de la Bruche sont données par la station hydrologique située sur la commune de Russ. Le débit moyen mensuel est de 5,81 m3/s. Le débit moyen journalier maximum est de 94,6 m3/s, atteint lors de la crue du 10 avril 1983. Le débit instantané maximal est quant à lui de 144 m3/s, atteint le 15 février 1990.

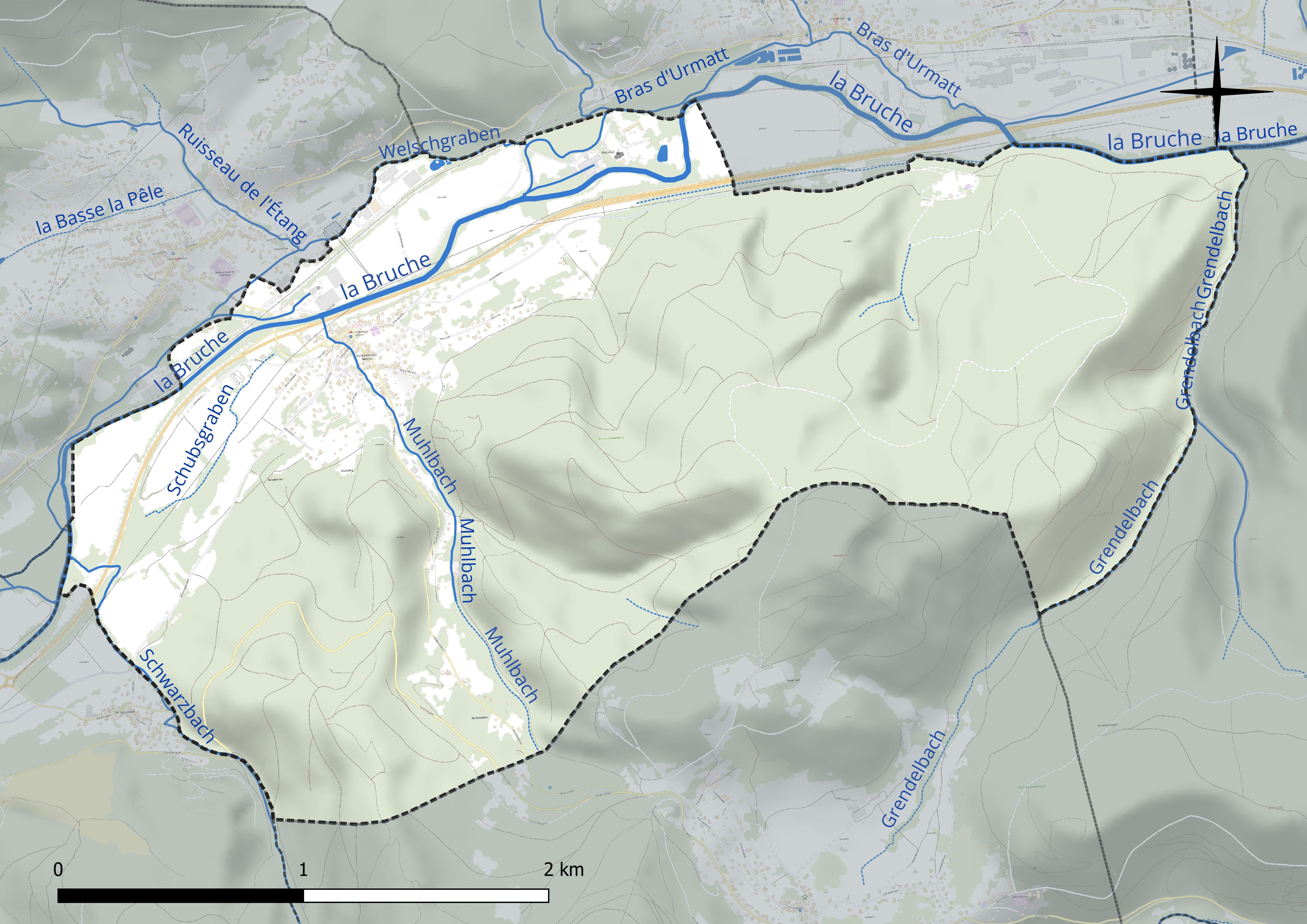
Réseau hydrographique de Muhlbach-sur-Bruche.

### Climat
Pour des articles plus généraux, voir Climat du Grand Est et Climat du Bas-Rhin.
En 2010, le climat de la commune est de type climat des marges montargnardes, selon une étude du Centre national de la recherche scientifique s'appuyant sur une série de données couvrant la période 1971-2000. En 2020, Météo-France publie une typologie des climats de la France métropolitaine dans laquelle la commune est exposée à un climat semi-continental et est dans la région climatique  Vosges, caractérisée par une pluviométrie très élevée (1 500 à 2 000 mm/an) en toutes saisons et un hiver rude (moins de 1 °C). 
Pour la période 1971-2000, la température annuelle moyenne est de 10,4 °C, avec une amplitude thermique annuelle de 17,1 °C. Le cumul annuel moyen de précipitations est de 960 mm, avec 11,3 jours de précipitations en janvier et 11,3 jours en juillet. Pour la période 1991-2020, la température moyenne annuelle observée sur la station météorologique de Météo-France la plus proche, « Wangenbourg_sapc », sur la commune de Wangenbourg-Engenthal à 12 km à vol d'oiseau, est de 9,9 °C et le cumul annuel moyen de précipitations est de 1 131,8 mm. 
La température maximale relevée sur cette station est de 36,4 °C, atteinte le 25 juillet 2019 ; la température minimale est de −16,9 °C, atteinte le 7 février 2012,,. 
Les paramètres climatiques de la commune ont été estimés pour le milieu du siècle (2041-2070) selon différents scénarios d'émission de gaz à effet de serre à partir des nouvelles projections climatiques de référence DRIAS-2020. Ils sont consultables sur un site dédié publié par Météo-France en novembre 2022.

## Urbanisme

### Typologie
Au 1er janvier 2024, Muhlbach-sur-Bruche est catégorisée petite ville, selon la nouvelle grille communale de densité à sept niveaux définie par l'Insee en 2022.
Elle appartient à l'unité urbaine de la Broque, une agglomération intra-départementale regroupant huit  communes, dont elle est une commune de la banlieue,,. Par ailleurs la commune fait partie de l'aire d'attraction de Strasbourg (partie française), dont elle est une commune de la couronne,. Cette aire, qui regroupe 268 communes, est catégorisée dans les aires de 700 000 habitants ou plus (hors Paris),.

### Occupation des sols
L'occupation des sols de la commune, telle qu'elle ressort de la base de données européenne d’occupation biophysique des sols Corine Land Cover (CLC), est marquée par l'importance des forêts et milieux semi-naturels (77 % en 2018), une proportion sensiblement équivalente à celle de 1990 (77,2 %). La répartition détaillée en 2018 est la suivante : forêts (77 %), prairies (15 %), zones urbanisées (8 %). L'évolution de l’occupation des sols de la commune et de ses infrastructures peut être observée sur les différentes représentations cartographiques du territoire : la carte de Cassini (XVIIIe siècle), la carte d'état-major (1820-1866) et les cartes ou photos aériennes de l'IGN pour la période actuelle (1950 à aujourd'hui).

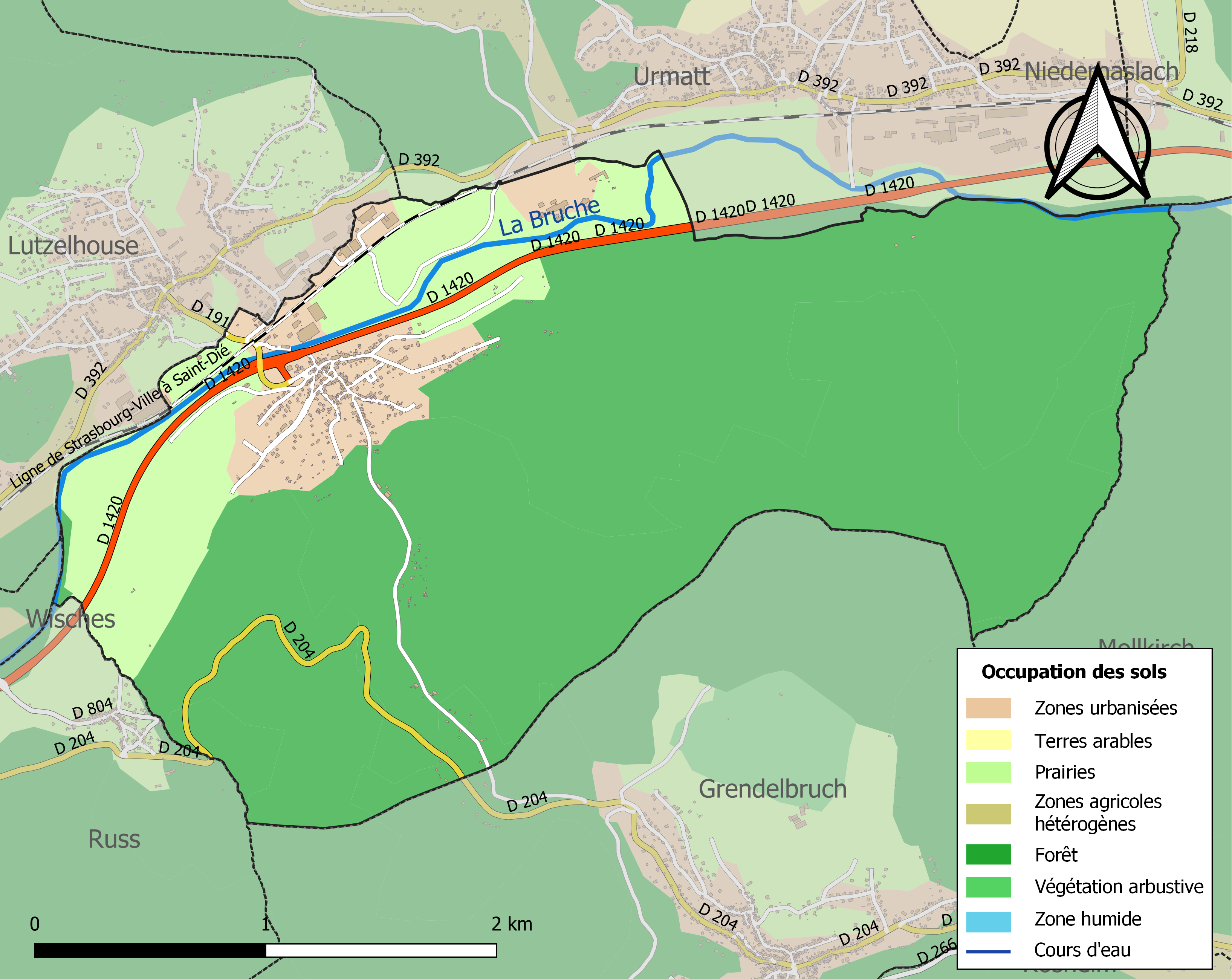
Carte des infrastructures et de l'occupation des sols de la commune en 2018 (CLC).

## Histoire
À l'origine le village fait partie des domaines des comtes d'Eguisheim-Dabo. Vers 1150, l'abbaye de Neuwiller y possède des propriétés, de même que le monastère de Neubourg qui possède une cour domaniale. Demeurant sous la dépendance des seigneurs de Girbaden, lesquels possèdent un château dans la vallée de la Magel, le village partage le destin avec le bailliage de Schirmeck. À partir de 1504, l'évêque de Strasbourg engage ses biens dans la région à plusieurs familles, aux Rathsamhausen zum Stein puis aux Rohan de 1719 jusqu'à la Révolution. Dépendant de l’archiprêtré d'Obernai, Mulhbach est une filiale de la paroisse de Lutzelhouse jusqu'en 1742. Intégré en 1790 au canton de Rosheim, arrondissement de Sélestat, la commune est réunie au canton de Molsheim par décret du 10 juillet 1928. Au XIXe siècle le canton connaît un essor grâce à l'industrialisation de la vallée de la Bruche.  Deux tissages mécaniques, de même qu'une scierie sont installés. Soixante-dix pour cent du territoire communal est occupé par la forêt.

## Politique et administration

### Liste des maires
| Période                                  | Période  | Identité         | Étiquette | Qualité                                                               |
| ---------------------------------------- | -------- | ---------------- | --------- | --------------------------------------------------------------------- |
| Les données manquantes sont à compléter. |          |                  |           |                                                                       |
| mars 2001                                | 2008     | Pierre Kuntzmann |           |                                                                       |
| mars 2008                                | mai 2020 | Christine Moritz | DVD       | Directrice maison de retraite, conseillère départementale (2020-2021) |
| mai 2020                                 | En cours | Nicolas Bonel    |           |                                                                       |

## Population et société

### Démographie
L'évolution du nombre d'habitants est connue à travers les recensements de la population effectués dans la commune depuis 1793. Pour les communes de moins de 10 000 habitants, une enquête de recensement portant sur toute la population est réalisée tous les cinq ans, les populations de référence des années intermédiaires étant quant à elles estimées par interpolation ou extrapolation. Pour la commune, le premier recensement exhaustif entrant dans le cadre du nouveau dispositif a été réalisé en 2007.

En 2022, la commune comptait 663 habitants, en évolution de +2,31 % par rapport à 2016 (Bas-Rhin : +3,17 %, France hors Mayotte : +2,11 %).
| 1793 | 1800 | 1806 | 1821 | 1831 | 1836 | 1841 | 1846 | 1851 |
| ---- | ---- | ---- | ---- | ---- | ---- | ---- | ---- | ---- |
| 389  | 412  | 435  | 467  | 515  | 468  | 546  | 671  | 659  |

| 1856 | 1861 | 1866 | 1871 | 1875 | 1880 | 1885 | 1890 | 1895 |
| ---- | ---- | ---- | ---- | ---- | ---- | ---- | ---- | ---- |
| 678  | 675  | 696  | 629  | 560  | 597  | 616  | 574  | 577  |

| 1900 | 1905 | 1910 | 1921 | 1926 | 1931 | 1936 | 1946 | 1954 |
| ---- | ---- | ---- | ---- | ---- | ---- | ---- | ---- | ---- |
| 593  | 584  | 608  | 599  | 652  | 614  | 564  | 542  | 519  |

| 1962 | 1968 | 1975 | 1982 | 1990 | 1999 | 2006 | 2007 | 2012 |
| ---- | ---- | ---- | ---- | ---- | ---- | ---- | ---- | ---- |
| 508  | 558  | 532  | 548  | 583  | 611  | 630  | 636  | 647  |

| 2017 | 2022 | - | - | - | - | - | - | - |
| ---- | ---- | - | - | - | - | - | - | - |
| 641  | 663  | - | - | - | - | - | - | - |

## Économie
Les ressources de la localité proviennent principalement de l'élevage, de l'exploitation forestière et autrefois de l'industrie textile.

## Culture locale et patrimoine

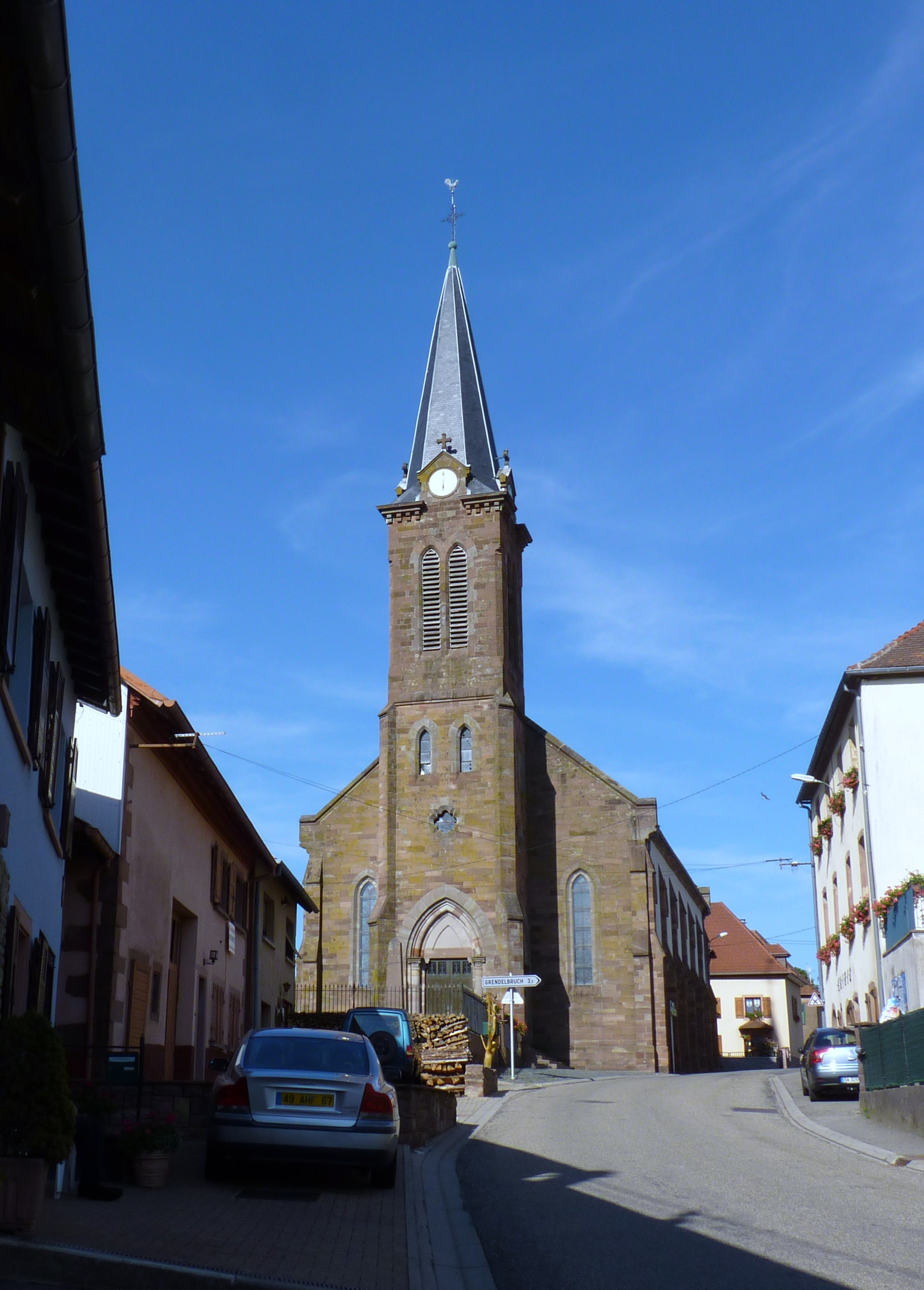
Église Notre-Dame-de-l'Assomption.

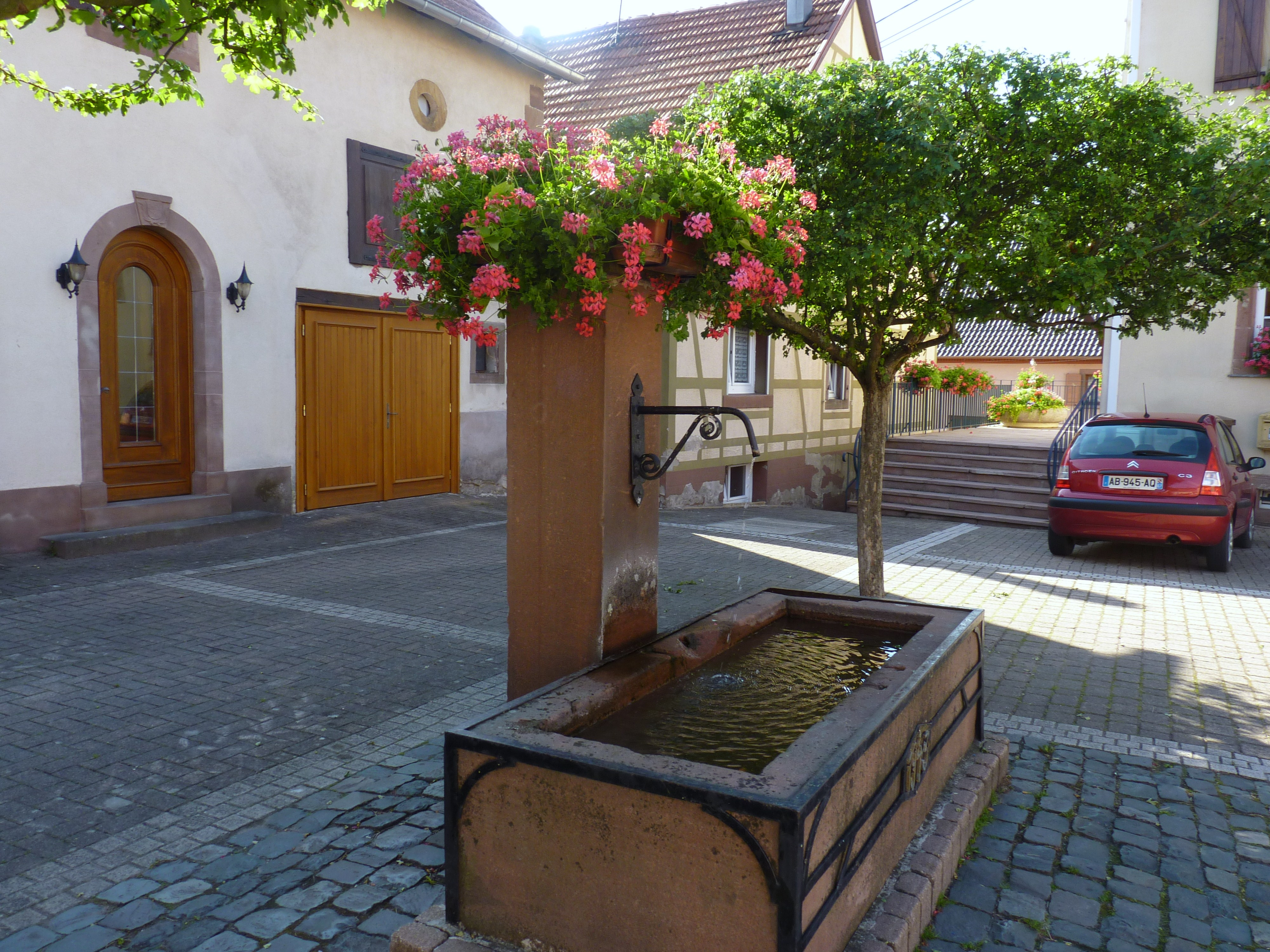
Petite fontaine au centre du village.

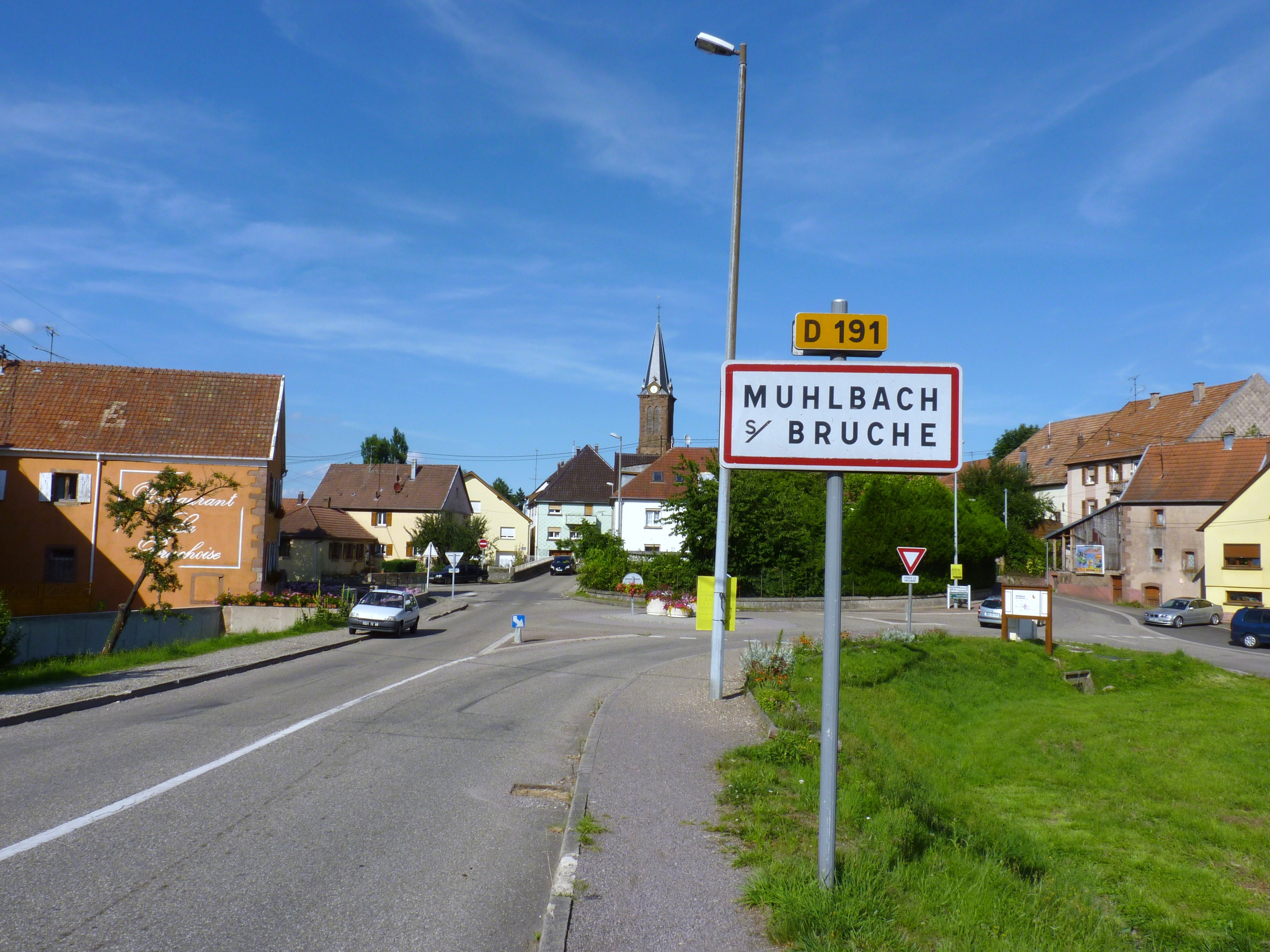
Vue sur l'entrée du village.

### Lieux et monuments
- L'église Notre-Dame-de-l'Assomption (1826)

L'ancienne église baroque de 1721, agrandie en 1826, est totalement reconstruite en 1826.
Cet édifice néo-gothique comprend un clocher de façade hors-œuvre, une nef unique et un chœur polygonal en retrait. À l'intérieur, l'orgue Stiehr-Mockers de 1881 comporte un buffet néo-gothique d'origine. L'église renferme également un bénitier roman provenant du château de Girbaden et une sculpture de la Vierge à l'Enfant en bois taillé doré, de la première moitié du XVIIIe siècle. Cette œuvre figure sur la liste des objets classés par les monuments historiques depuis le 15 septembre 1971. Elle est aujourd'hui déclarée manquante. Le clocher haut de 40 mètres abrite une cloche fondue en 1746 par Mathieu Edel de Strasbourg.
- Chapelle funéraire

En 1861, une chapelle funéraire néo-gothique monumentale – la plus grande d'Alsace –, caractéristique du mouvement architectural qui fleurit en Alsace sous le Second Empire, a été érigée à Muhlbach pour la famille du manufacturier Jean-Baptiste Muller et sa femme Caroline Baumlin, en complément de leur château. Le vitrail est l'œuvre du maître verrier Baptiste Petit Gérard (1864). Aujourd'hui propriété privée, la chapelle a été inscrite sur la liste des monuments historiques par l'arrêté du 5 octobre 1992. Certains spécialistes suggèrent que l'architecte, inconnu, pourrait en être Viollet-le-Duc.
- Le château du Mullerhof

Ce bâtiment de tradition classique est construit en 1853 (cf. date sur une pierre près de l'angle sud-ouest) par M. Jean Baptiste Muller (suivant une tradition familiale, par Caroline Baumlin son épouse et contre l'avis de son mari), fondateur d'une usine textile.  Située sur la ban de Muhlbach, cette usine brûlée à la fin de la Seconde Guerre mondiale et reconvertie en usine de transformation plastique, procure également du travail aux familles d'Urmatt et de la région. Propriété de la famille jusqu'en 1983, le château abrite aujourd'hui une école privée de jeunes filles. Flanquée de deux tourelles, la façade principale du manoir est centrée sur un imposant avant-corps à trois côtés ; l'ensemble est couvert d'une toiture mansardée. On raconte que le grand escalier à double volute qui mène au premier étage était initialement conçu pour finir au second. L'architecte ayant commis une erreur de calcul, la deuxième partie qui ne tenait plus dans le château a dû être abandonnée. On a ainsi toujours accédé au deuxième étage par le seul escalier de service.
- Croix rurale de 1844

Le socle comprend l'inscription suivante :
«  Sehet auf den Urheber u. Vollender unseres Glaubens, Jesum, welcher die Freude die er genos, verlassen und den Kreustod erdultet hat. Hebr12,2 Es ist 40 Tage Ablass all jedem Christen der hier mit Andacht 5 Vaterunser und 5 Ave Maria und den Glaubel betet.
Errichtet durch Anton Siat und seiner Ehefrau Catharina Weber in Muhlbach im Jahr 1844.
Sur le rebord du dessus : «  heilige Catharina bittet fur uns ».
Le sculpteur est André Sommer d'Urmatt.
Catherine Weber : fille d'Antoine Weber (1755 à 1824), agriculteur, meunier, maire de Muhlbach, époux de Catherine Ollerjott ( 1751/1820), a construit en 1778 la maison de l'impasse du vieux moulin portant sur le linteau l'inscription AW 1778 CO.
Se marie avec Antoine Siat, agriculteur, meunier et maire à son tour.
Quand il érige la croix en 1844, il a 65 ans et est veuf depuis 14 ans. Il y a associé son épouse ce qui permet de croire qu'il ne l'a pas oubliée. Il est mort en 1846 soit deux ans après la pose de la croix.

### Personnalités liées à la commune
- Mgr Paul Muller-Simonis (1862-1930), né à Muhlbach, a grandi et habité au château du Mullerhof.
- Henry Muller (1902-1980), journaliste et écrivain.

### Héraldique
| Blason de Muhlbach-sur-Bruche | Blason  | Coupé : au premier parti au I de gueules aux neuf macles d'or ordonnées 3, 3 et 3 et au II d'hermine plain, au second d'or à la demi-roue de moulin de gueules posée en fasce. |
| Blason de Muhlbach-sur-Bruche | Détails | |